# Quattro (tehnologija stalnega štirikolesnega pogona)
Quattro (kar v italijanščini pomeni “štiri”) je podznamka avtomobilistične znamke Audi AG in se uporablja za navajanje tehnologije ali sistema štirikolesnega pogona (AWD) za uporabo na dotičnih modelih znamke Audi.
Beseda “Quattro” je registrirana blagovna znamka podjetja Audi AG, hčerinske družbe nemškega avtomobilističnega koncerna Volkswagen Group.
Štirikolesni pogon quattro je bil prvič predstavljen leta 1980, na modelu Audi Quattro, pogosto imenovan tudi kot Ur – Quattro (“Ur-” je nemška predpona, ki pomeni “original” ali “prvi”). Izraz quattro se od takrat naprej uporablja za vse modele Audi s stalnim štirikolesnim pogonom. Leta 2015 je Audi slavil 35 let pogona quattro.
Ostale znamke v skupini Volkswagen Group uporabljajo različna poimenovanja za svoja vozila na štirikolesni pogon. Znamka Volkswagen je sprva uporabljala ime »Syncro«, a ga je nadomestila z novejšim poimenovanjem »4motion«. Znamka Škoda preprosto uporablja »4x4«, medtem ko znamka Seat uporablja le »4«.